# Pisica lui Schrödinger
Pisica lui Schrödinger este un experiment mental, adesea caracterizat ca un paradox, imaginat de fizicianul austriac Erwin Schrödinger în 1935. Ilustrează ce probleme apar dacă se aplică interpretarea Copenhaga a mecanicii cuantice asupra obiectelor din viața de zi cu zi. A imaginat un experiment în care este prezentă o pisică care poate să fie vie sau moartă, în funcție de un eveniment aleator anterior. În timpul elaborării experimentului său a inventat termenul Verschränkung (cu sensul de conexiune cuantică).

Pisica lui Schrödinger: O pisică, împreună cu un flacon cu otravă închis, sunt plasate într-o cutie protejată de orice decoerență cuantică indusă de mediul extern. Dacă un detector Geiger-Müller detectează o radiație atunci flaconul va fi spart, eliberând otrava care va ucide pisica. Mecanica cuantică sugerează că după o perioadă pisica este concomitent vie și moartă. Totuși, când ne uităm în cutie, vedem pisica ori vie, ori moartă, și nu un amestec de vie și moartă.

## Originea și motivarea
Experimentul mental al lui Schrödinger a fost o urmare a discuțiilor despre paradoxul EPR, numit astfel după autorii săi Einstein, Podolsky și Rosen în 1935.  Articolul EPR a subliniat natura stranie a superpoziției cuantice.  În linii mari, superpoziția cuantică reprezintă combinarea tuturor stărilor cuantice ale sistemului (de exemplu, pozițiile posibile ale particulelor subatomice). Interpretarea Copenhaga arată că superpoziția decade într-o stare definită exact în momentul în care are loc măsurătoarea cuantică. 
Schrödinger și Einstein au schimbat mai multe scrisori despre articolul EPR al lui Einstein, în cuprinsul cărora Einstein a subliniat că superpoziția cuantică a unui butoiaș instabil cu praf de pușcă va conține, după un timp, atât componente explodate cât și neexplodate.
Pentru a demonstra necompletitudinea mecanicii cuantice, Schrödinger i-a aplicat principiile asupra unei ființe vii care poate avea sau nu conștiență. În experimentul mental original al lui Schrödinger, el descrie cum se poate, în principiu, transfera o superpoziție din interiorul unui atom către superpoziția la o scară mai mare a unei pisici vii sau moarte cuplând pisica și atomul cu ajutorul unui ‘‘mecanism diabolic.’’ A propus un scenariu în care viața sau moartea unei pisici aflate într-o cutie închisă depinde de starea unei particule subatomice.  Conform lui Schrödinger, interpretarea Copenhaga implică faptul că pisica rămâne în același timp vie și moartă până la deschiderea cutiei.
Schrödinger nu a dorit să promoveze ideea unei pisici moartă-și-vie concomitent ca pe o posibilitate serioasă; din contră: experimentul mental servește la ilustrarea ciudățeniei mecanicii cuantice și a matematicii necesare pentru descrierea stărilor cuantice.  Intenționând să aducă o critică interpretării Copenhaga — larg acceptată în 1935 — experimentul mental al lui Schrödinger rămâne o piatră de încercare pentru  interpretările mecanicii cuantice; modul în care fiecare interpretare tratează problema pisicii lui Schrödinger este adesea folosit ca un mod de a ilustra și a compara fiecare caracteristică, tărie sau slăbiciune ale diverselor interpretări ale mecanicii cuantice.

## Experimentul mental
Schrödinger a scris:
„Putem imagina chiar cazuri destul de ridicole.  O pisică este închisă într-o cameră din oțel, împreună cu următorul dispozitiv (care trebuie să fie ferit de interacțiunea directă cu pisica): într-un detector Geiger-Müller se află o cantitate mică de material radioactiv, atât de mică încât, în decurs de o oră, doar un singur atom probabil se va dezintegra sau, cu egală probabilitate, poate niciunul; dacă totuși se întâmplă, detectorul Geiger va genera un semnal si prin intermediul unui releu eliberează un ciocan care sparge o mică fiolă de cianură. Dacă lăsăm nesupravegheat întregul sistem timp de o oră, putem spune că pisica trăiește încă dacă în acest timp nici un atom nu s-a dezintegrat.  Funcția de undă a întregului sistem va exprima acest fapt având în ea pisica vie-și-moartă (scuzați expresia) sau împrăștiată în părți egale.

Este tipic pentru aceste cazuri ca o nedeterminare localizată inițial la nivel atomic să fie transformată într-o nedeterminare la nivel macroscopic, care poate fi apoi rezolvată prin observare directă. Asta ne împiedică să acceptăm în mod naiv ca valid un "model neclar" pentru a reprezenta realitatea. Prin el însuși el nu conține nimic neclar sau contradictoriu.  Există o mare diferență între o fotografie mișcată sau nefocalizată și o fotografiere clară a norilor și a pâlcurilor de ceață.”
Textul de mai sus este o traducere a două paragrafe dintr-un articol original mult mai mare, care a apărut in revista germană Naturwissenschaften ("Științele naturii") în 1935.
Faimosul experiment mental al lui Schrödinger ridică întrebarea:  când un sistem cuantic încetează să existe ca un amestec de stări și devine unul dintre ele?  (Mai tehnic, când încetează starea cuantică actuală să mai fie o combinație liniară de stări, fiecare dintre ele semănând cu stări clasice diferite, începând în schimb să aibă o descriere clasică unică?)  Dacă pisica supraviețuiește, ea își amintește că a fost mereu vie. Însă consecințele experimentului EPR care sunt consistente cu mecanica cuantică microscopică standard arată că obiectele macroscopice, precum pisicile, nu au tot timpul o descriere clasică unică. Scopul experimentului mental este de a ilustra acest aparent paradox: intuiția noastră spune că nici un observator nu poate fi într-un amestec de stări, în timp ce pisicile, spre exemplu, pot să fie un asemenea amestec. E nevoie ca pisicile să fie observatori, sau existența lor într-o singură stare clasică bine definită necesită un alt observator extern? Ambele alternative i-au părut absurde lui Albert Einstein, care a fost impresionat de abilitatea experimentului de a sublinia aceasta; într-o scrisoare către Schrödinger datând din 1950 el scrie:
„Ești singurul fizician contemporan, în afara lui Laue, care observă că nu putem face supoziții asupra realității — dacă suntem corecți. Cei mai mulți dintre ei pur și simplu nu văd ce joc riscant joacă cu realitatea — realitatea este ceva independent de ceea ce se stabilește experimental. Interpretarea lor este, oricum, înlăturată cel mai elegant de sistemul tău cu atomul radioactiv + amplificator + încărcătura de praf de pușcă + pisica într-o cutie, în care funcția undă a sistemului conține atât pisica vie cât și împrăștiată în bucățele. Nimeni nu se îndoiește cu adevărat că prezența sau absența pisicii este ceva independent de actul observării.”
De notat că nici o încărcătură de praf de pușcă nu este menționată în definirea experimentului de către Schrödinger, care folosește un detector Geiger pe post de amplificator și cianură în loc de praf de pușcă; praful de pușcă a fost menționat în sugestia inițială făcută de Einstein către Schrödinger cu 15 ani mai devreme.

## Interpretarea Copenhaga
În interpretarea Copenhaga a mecanicii cuantice, un sistem încetează să mai fie o superpoziție de stări și devine una dintre ele atunci când are loc o observare a sistemului. Experimentul lui Schrödinger face evident faptul că natura măsurătorii, sau a observației, nu este bine definită în această interpretare. Unii interpretează rezultatul experimentului ca arătând că atâta timp cât cutia este închisă, sistemul există concomitent într-o superpoziție a stărilor "nucleu dezintegrat/pisică moartă" și "nucleu nedezintegrat/pisică vie" și doar atunci când cutia este deschisă și are loc o observare a conținutului funcția de undă colapsează în una dintre cele două stări. Mai intuitiv, pare că "observarea" are loc cand o particulă din nucleu lovește detectorul. Această linie a logicii poate fi dezvoltată către Teoria colapsului obiectivului.  Prin contrast, interpretarea multiple-lumi neagă existența vreunui colaps. 
Steven Weinberg a spus:
„Toată această poveste familiară este adevărată, însă lasă locul unei ironii. Mecanica cuantică a lui Bohr a fost puternic șubrezită, dar nu datorită ideilor lui Einstein. Interpretarea Copenhaga descrie ce se întâmplă când un observator face o măsurătoare, dar observatorul și actul măsurării sunt ele însele tratate în mod clasic. Asta este cu siguranță eronat: fizicienii și aparatele lor sunt cu siguranță guvernați de aceleași reguli care guvernează orice altceva în univers. Însă aceste reguli sunt exprimate sub forma unor funcții de undă (sau, mai precis, un vector de stare) care evoluează într-un mod perfect determinist. Atunci de unde provin regulile probabilistice ale interpretării Copenhaga?

Un progres considerabil a fost făcut în anii recenți în direcția rezolvării acestei probleme, dar despre asta nu pot vorbi aici.  E destul să spun că nici Bohr nici Einstein nu s-au concentrat asupra problemei reale din mecanica cuantică. Regulile interpretării Copenhaga funcționeză cu siguranță, așa încât au trebuit acceptate. Însă asta lasă sarcina de a le explica aplicând ecuații deterministe pentru a studia evoluția funcției de undă, a ecuației Schrödinger, a observatorilor  și a aparatelor lor.”

## Interpretarea multiple-lumi a lui Everett & istoriile consistente
În interpretarea multiple-lumi, care nu definește observarea ca pe un proces special, atât starea pisică-vie cât și cea pisică-moartă continuă să existe, dar ele sunt separate una de alta. Cu alte cuvinte, când cutia este deschisă, acea parte a universului conținând obervatorul și pisica este ruptă în două universuri, unul conținând un observator privind într-o cutie în care se află o pisică moartă, altul conținând un observator privind într-o cutie în care se află o pisică vie. 
De vreme ce cele două stări sunt separate, nu există nici o comunicare efectivă sau o interacțiune între ele. Când un observator deschide cutia, se creează o legătură cu pisica, astfel încât ambele stări ale observatorului corespunzătoare situației în care pisica e vie sau respectiv moartă sunt create și nici una dintre stări nu poate interacționa cu cealaltă.  Același mecanism al separării cuantice este de asemenea important pentru interpretarea în termenii așa numitelor Istorii Consistente.  Doar "pisica-vie" sau "pisica-moartă" pot fi o parte a istoriei consistente în această interpretare. 
Roger Penrose critică această interpretare astfel:
„Vreau să arăt în mod clar că, această nu reprezintă nici pe departe o rezolvare a paradoxului pisicii. Nu există nimic în formalismul mecanicii cuantice care să elimine o stare a constiinței în care să existe o percepție concomitentă a unei pisici moarte și a unei pisici vii.”
cu toate că sensul larg acceptat (fără a accepta în mod obligatoriu teoria multiplelor-lumi) este că această separare reprezintă un mecanism care face imposibilă asemenea percepții simultane.
O variantă a experimentului Pisicii lui Schrödinger cunoscută ca sinuciderea cuantică a fost propusă de cosmologul Max Tegmark. Acesta examinează experimentul Pisicii lui Schrödinger din punctul de vedere al pisicii și argumentează că în acest mod se poate distinge între interpretarea Copenhaga și interpretarea multiple-lumi.

## Interpretarea Ansamblu
Interpretarea Ansamblu stabilește că superpozițiile nu sunt nimic altceva decât subansambluri ale unui ansamblu statistic mai mare. Dat fiind acest lucru, vectorul de stare nu se poate aplica experimentelor cu pisici individuale, ci doar statisticii multor experimente cu pisici similare. Susținătorii acestei interpretări afirmă că asta transformă paradoxul pisicii lui Schrödinger într-o falsă problemă.
Acceptând această interpretare, se poate respinge ideea că un sistem fizic singular are de fiecare dată o descriere matematică univocă.

## Teoria colapsului obiectiv
Conform cu teoria colapsului obiectiv, superpozițiile sunt distruse în mod spontan (independent de observațiile externe) când anumite praguri fizice obiective (de timp, masă, temperatură, ireversibilitate, etc.) sunt atinse. Astfel, pisica se va afla într-o anumită stare cu mult înainte de deschiderea cutiei. Asta se poate exprima mai vag ca "pisica se observă ea însăși", sau "mediul înconjurător este cel care observă pisica".
Teoria colapsului obiectiv necesită o modificare a mecanicii cuantice standard, astfel încât să permită ca superpozițiile să fie distruse de către procesul de "trecere a timpului".
În teorie, de vreme ce fiecare stare este determinată de o stare anterioară ei și aceasta de o altă stare anterioară, la infinit, pre-determinarea fiecărei stări se va fi obținut în mod instantaneu în momentul zero al Big-Bangului. De aceea stările pisică-vie și pisică-moartă nu sunt determinate de către observator; ele au fost deja pre-determinate în momentele inițiale ale universului.

## Aplicații practice
Acest experiment este unul pur teoretic și nu se cunoaște nici un caz în care să fi fost pus în practică. Efecte asemănătoare, oricum, au unele aplicații practice în calculul cuantic și criptografia cuantică. E posibil să se trimită o rază de lumină aflată în superpoziție cuantică printr-un cablu optic. Plasând un dispozitiv în mijlocul cablului care interceptează și retransmite semnalul, funcția sa de undă va colapsa (sau în interpretarea Copenhaga, "va suferi o observație") iar asta va face ca lumina să 'decadă' într-o anumită stare.  Efectuând teste statistice asupra luminii recepționată la celălalt capăt al cablului, se poate spune dacă a rămas in superpoziția stărilor sau a fost deja observat si apoi retransmis. În principiu, aceasta permite dezvoltarea unor sisteme de comunicații care nu pot fi spionate fără ca aceasta să se detecteze la destinație. Acest experiment poate fi un argument care să ilustreze faptul că "observarea" în interpretarea Copenhaga nu are nimic de-a face cu conștiența, în sensul că a o observare absolut involuntară va face ca statistica de la capătul firului să fie diferită.
În calculul cuantic, fraza "starea pisicii" adesea se referă la o legătură specială a qubitilor unde quibitii sunt într-o superpoziție  în care toate stările de 0 sunt egale cu toate stările de 1, {\displaystyle |00...0\rangle } + {\displaystyle |11...1\rangle }.

## Extensii
Cu toate că în acest experiment mental se vorbește despre doar două stări posibile (pisica-vie și pisica-moartă), în realitate pot exista un număr imens de stări posibile, atâta timp cât temperatura și starea de descompunere a pisicii depind de când și cum, la fel de mult ca și de dacă, mecanismul a fost acționat, ca de altfel și de starea pisicii înainte de a muri.  
Într-o altă extensie a experimentului, fizicieni de marcă au mers până acolo încât au sugerat că observațiile astronomice ale materiei întunecate din univers în cursul anului 1998 au redus "speranța de viață" datorită scenariului determinat de pseudo-Pisica lui Schrödinger, cu toate că acesta este un punct de vedere controversat.
O altă variantă a experimentului este Prietenul lui Wigner, în care se definesc doi observatori externi, primul care deschide și inspectează cutia și care apoi comunică observațiile sale unui al doilea observator. Problema care se naște aici este dacă: funcția de undă colapsează când primul observator deschide cutia, sau doar când al doilea observator este pus la curent cu datele culese de primul observator?